# Civitanova del Sannio
Civitanova del Sannio (bis 1864 einfach Civitanova) ist eine italienische Gemeinde (comune) mit 874 Einwohnern (Stand 31. Dezember 2023) in der Provinz Isernia in der Region Molise. Die Gemeinde liegt etwa 16,5 Kilometer nordwestlich von Isernia am Trigno und grenzt unmittelbar an die Provinz Campobasso.

## Verkehr
Durch die Gemeinde führt die Strada Statale 650 di Fondo Valle Trigno von Isernia nach San Salvo.